# Франсис (Јута)
Франсис (енгл. Francis) град је у америчкој савезној држави Јута.

## Демографија
По попису из 2010. године број становника је 1.077, што је 379 (54,3%) становника више него 2000. године.
| Група             | 2000.       | 2010.         |
| Белци             | 680 (97,4%) | 1.001 (92,9%) |
| Афроамериканци    | 2 (0,3%)    | 2 (0,2%)      |
| Азијати           | 0 (0,0%)    | 2 (0,2%)      |
| Хиспаноамериканци | 13 (1,9%)   | 67 (6,2%)     |
| Укупно            | 698         | 1.077         |